# Autozekering

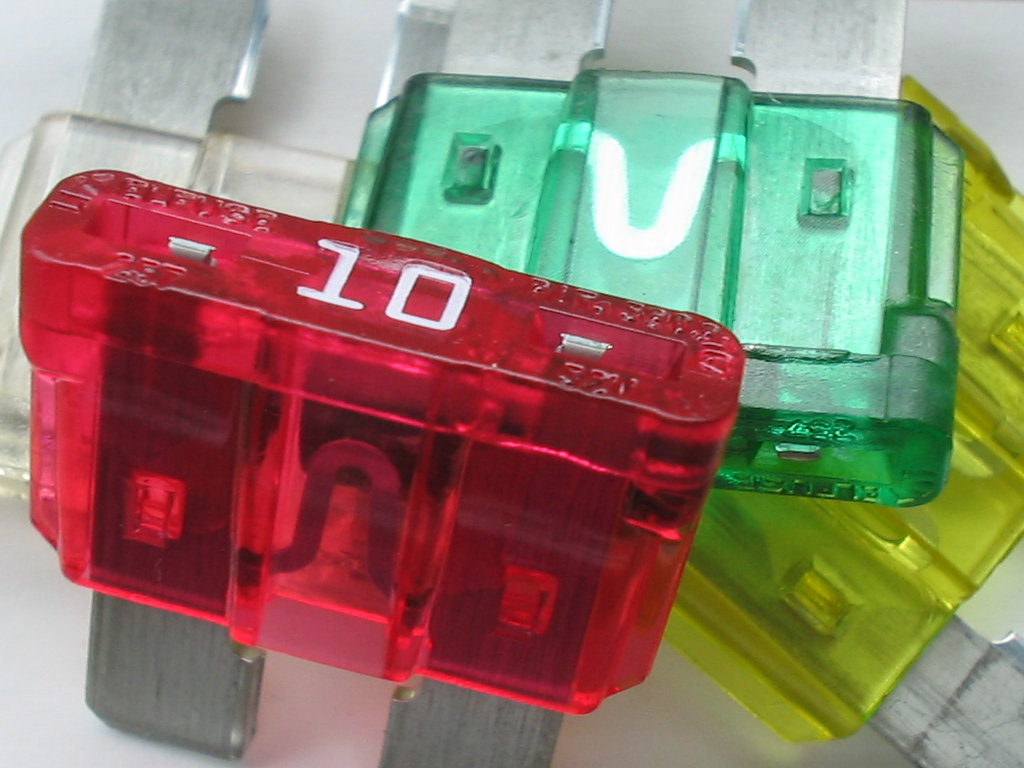
Een aantal steekzekeringen

Een autozekering is een smeltveiligheid die gebruikt wordt in auto's. De autozekering beschermt de bedrading tegen een te hoge elektrische stroom.
De meeste autozekeringen zijn aangebracht in een zogenaamde zekeringenkast. Deze bevindt zich meestal onder het dashboard of in het motorcompartiment. Een "doorgebrande" zekering is te herkennen aan het feit dat de metalen strip in de zekering is doorgesmolten, hoewel dit niet altijd goed te zien is. Sommige zekeringen hebben een ingebouwd lampje of  LEDje dat gaat branden als de zekering is doorgesmolten.
Er zijn verschillende types autozekering. Het bekendste zijn de kleurgecodeerde rechthoekige steekzekeringen, maar er zijn ook die uitgevoerd zijn als een soort rond glazen buisje met aan beide uiteinden een metalen contact (z.g. glaszekering)
Om een autozekering te vervangen zijn er zogeheten autozekeringtangen op de markt. 

## Kleurcodes
Autozekeringen hebben meestal verschillende kleuren, naast de kleurcode staat op de zekering een getal, die het aantal ampère aangeeft waarbij de beveiliging doorbrandt.

### Afmetingen en kleurcode steekzekeringen

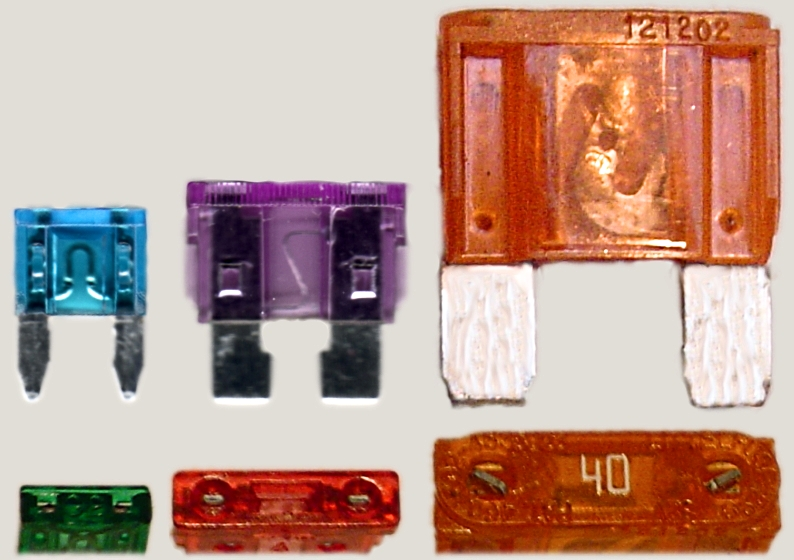
Maten steekzekeringen: mini, normaal, maxi

Steekzekeringen zijn er in verschillende maten; laag, mini, normaal en maxi.

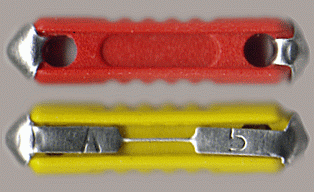
Bosch type autozekeringen

| Type      | Afmeting l × b × h     | Beschikbare stroomsterkten         |
| --------- | ---------------------- | ---------------------------------- |
| Mini      | 10,9 × 3,60 × 16,30 mm | 2 3 4 5 7,5 10 15 20 25 30         |
| Mini laag | 10,9 × 3,81 × 08,73 mm | 2 3 4 5 7,5 10 15 20 25 30         |
| Normaal   | 19,1 × 5,10 × 18,50 mm | 1 2 3 4 5 7,5 10 15 20 25 30 35 40 |
| Maxi      | 29,2 × 8,50 × 34,30 mm | 20 30 40 50 60 70 80 100           |

Kleurcodes:
| Kleur       | Ampère | Laag | Mini | Normaal | Maxi  |
| ----------- | ------ | ---- | ---- | ------- | ----- |
| Donkerblauw | 000,5  | .    | .    | .       | .     |
| Zwart       | 001    | .    | .    | X       | .     |
| Grijs       | 002    | X    | X    | X       | .     |
| Paars       | 003    | .    | X    | X       | .     |
| Roze        | 004    | .    | X    | X       | .     |
| Lichtbruin  | 005    | X    | X    | X       | .     |
| Donkerbruin | 007,5  | X    | X    | X       | .     |
| Rood        | 010    | X    | X    | X       | .     |
| Blauw       | 015    | X    | X    | X       | .     |
| Geel        | 020    | X    | X    | X       | X     |
| Helder      | 025    | X    | X    | X       | Grijs |
| Groen       | 030    | X    | X    | X       | X     |
| Blauwgroen  | 035    | .    | .    | X       | Bruin |
| Oranje      | 040    | .    | .    | X       | X     |
| Rood        | 050    | .    | .    | .       | X     |
| Blauw       | 060    | .    | .    | .       | X     |
| Lichtbruin  | 070    | .    | .    | .       | X     |
| Helder      | 080    | .    | .    | .       | X     |
| Violet      | 100    | .    | .    | .       | X     |
| Paars       | 120    | .    | .    | .       | X     |

### Kleurcode Bosch zekeringen
Bosch keramische zekeringen of torpedo-zekeringen worden gebruikt in oudere voertuigen. Ze zijn cilindervormig met metalen, kegelvormige uiteinden en meten 6×25 mm. Deze zekeringen zijn genormeerd volgens DIN 72581/1.
De kleurcodering van Bosch type zekeringen is a.v.:
| Kleur           | Ampère |
| --------------- | ------ |
| Geel            | 05     |
| Wit (of zwart)  | 08     |
| Rood (of groen) | 16     |
| Blauw           | 25     |
| Grijs           | 40     |